# Baccio del Bianco
Luigi Baccio del Bianco nebo Baccio di Bianco (31. října 1604 Florencie – červenec 1657 Madrid) byl italský barokní architekt, inženýr, štukatér, scénograf a manýristický kreslíř, karikaturista a malíř. Ve Španělsku byl znám pod jménem Bartolomeo del Blanco. Působil také v Praze ve službách Albrechta z Valdštejna.

## Život
Narodil se v rodině florentského obchodníka Cosima del Bianca a jeho manželky Cateriny Portigianiové. Byl pokřtěn jako Luigi Baccio, ale psal se zpravidla krátce Baccio. 
Otec z něj chtěl mít obchodníka, ale Baccio již v osmi letech projevoval výtvarný talent a urputnou píli, kreslil uhlem a rudkou podle modelů i své fantazie. V letech 1612–1620 se vyučil malířem u Giovanniho Biliverta a Giulia Parigiho. Tato i další léta svého životopisu popsal formou dopisů, zasílaných příteli Biagovi Marmimu. Již tehdy proslul svými návrhy kostýmů, triumfálních vozů a scén pro různé festivity rodiny Medicejů. Vzory si vypůjčoval jak od svých učitelů, tak od tehdy slavného malíře architektury v perspektivní zkratce, Ludovica Cigoliho, kde vytvořil dekorace pro několik domů a malby pro kostely a divadla.

### Bratislava, Vídeň a Praha

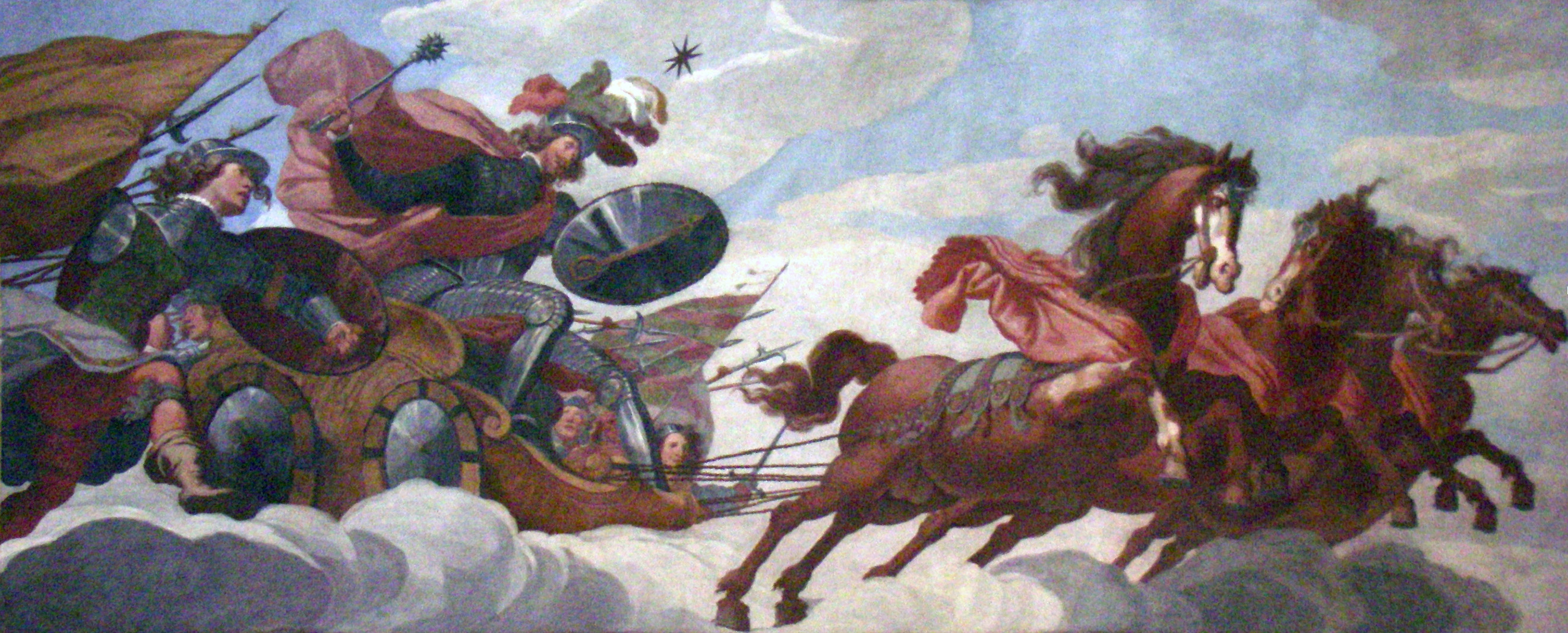
Valdštejnský palác, Albrecht z Valdštejna jako Mars

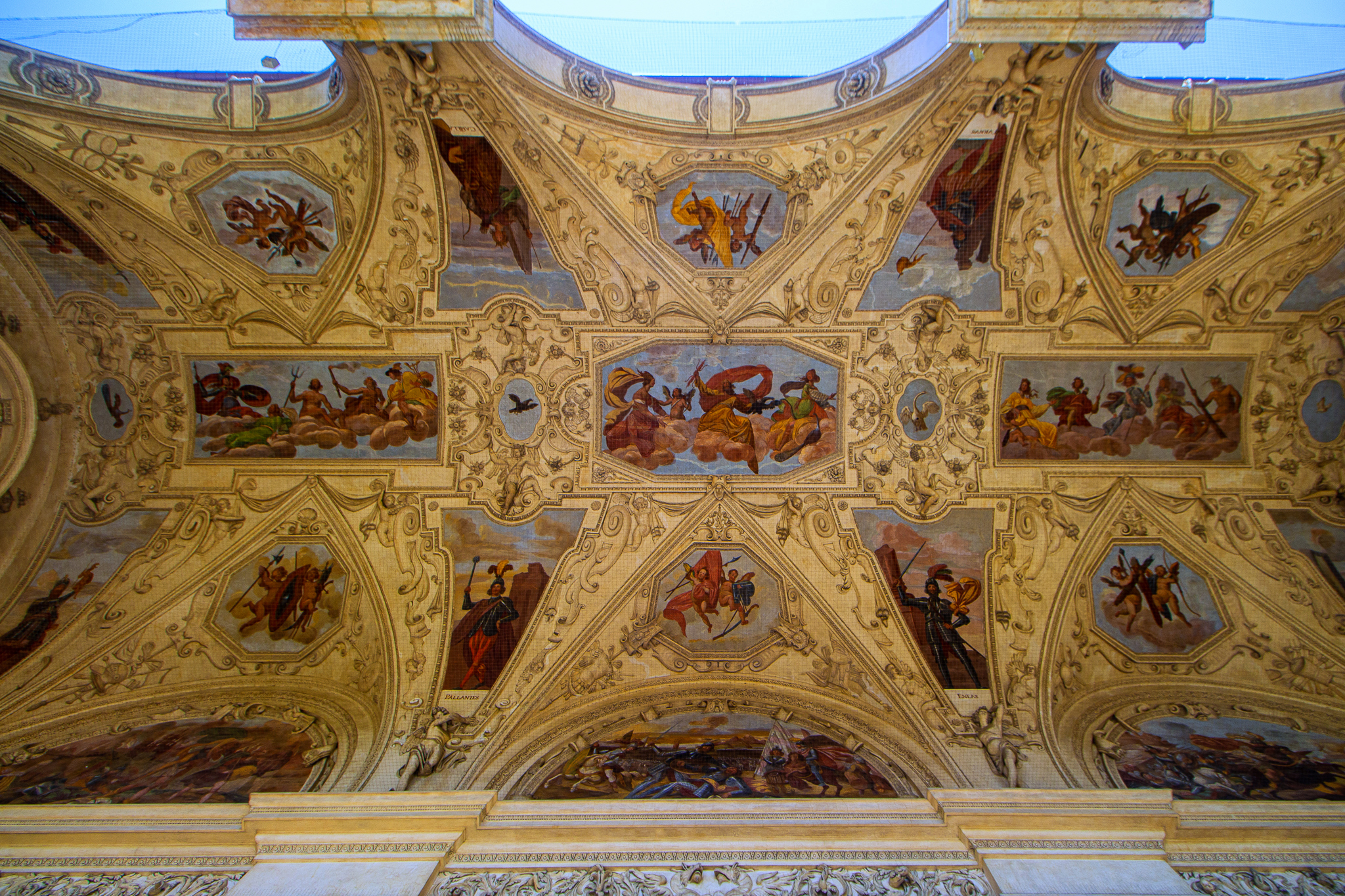
Fresky v sala terreně Valdštejnského paláce

Jako šestnáctiletého si jej v Římě vyhlédl pevnostní architekt Giovanni Battista Pieroni, odvezl ho do Germanie, což nebylo Německo, ale Rakousko a Uhersko. Zaměstnal Baccia jako svého asistenta nejdříve v Uhrách, pravděpodobně při fortifikaci Bratislavy a Baccio k tomu provedl také voskový model.
Poté spolu s Pieronim na jaře 1622 dorazil do Prahy, kde Pieroni onemocněl. Baccio pracoval nejprve na blíže neurčených malbách na Petříně a poté v letech 1623–1625 získal svou první velkou zakázku, když pracoval pro Albrechta z Valdštejna. Ve Valdštejnském paláci vytvořil fresky ve Valdštejnově kapli sv. Václava, v Audienčním sále štukatury a fresku Albrecht z Valdštejna jako Mars jedoucí na válečném voze. Dále vyzdobil Mytologickou chodbu 22 výjevy z Ovidiových Metamorfóz a Astrologickou chodbu se čtyřmi alegorickými postavami světadílů, planetami a měsíčními emblémy, možná i nedochovanou výzdobu Valdštejnovy pracovny. Další výzdoba následovala v sala terreně ve Valdštejnské zahradě. Baccio vytvořil manýristické práce s dynamismem a prvky baroka podle vzoru soudobých italských mistrů.

### Milán, Florencie, Livorno

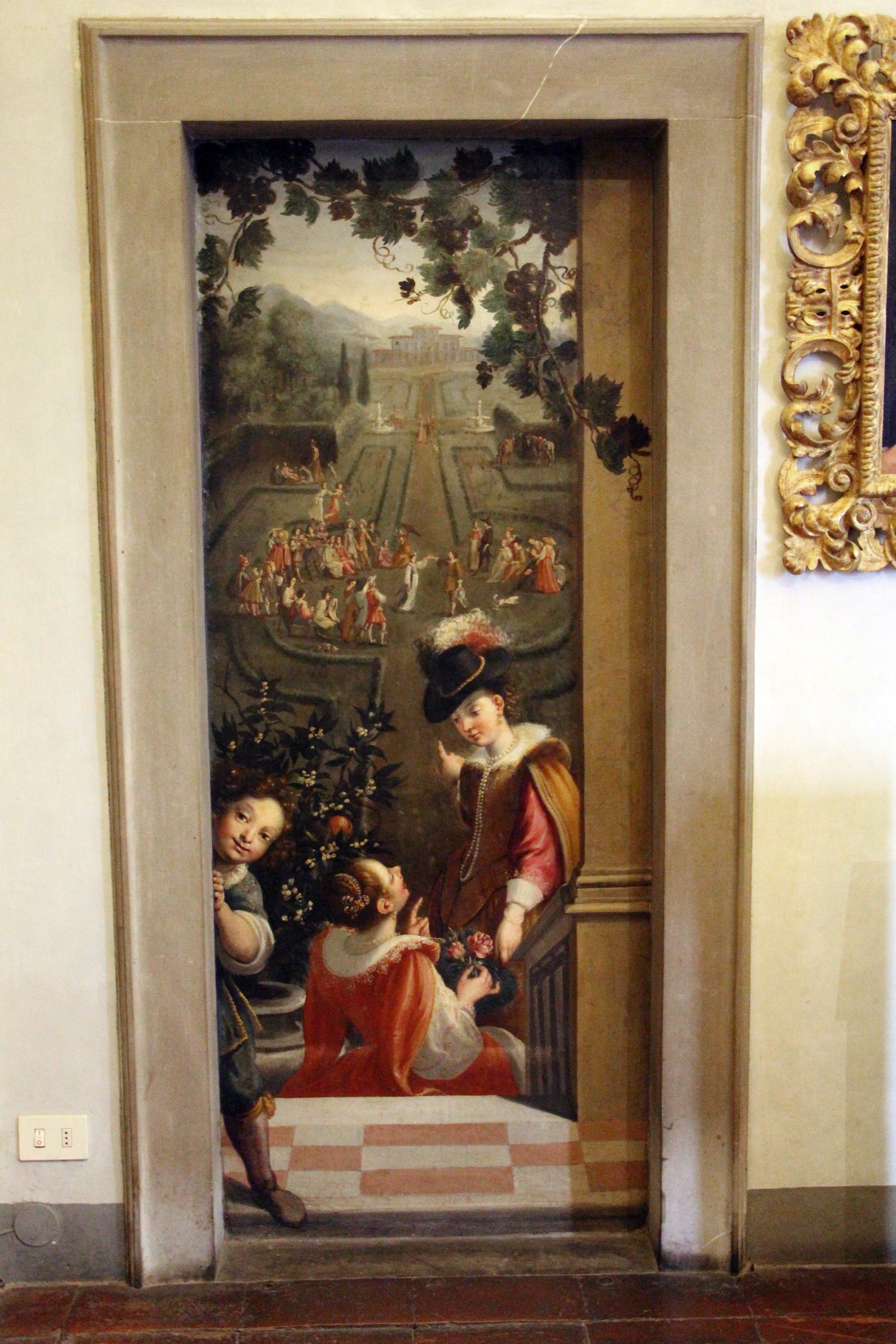
Florencie, Casa Buonarotti: Tanec v zahradě, 1628

V roce 1625 se na přímluvu pražských přátel Pandolfiniho a Miseroniho přesunul ke Gasparu Miseronimu do Milána, po tamní práci se usadil v rodné Florencii jako malíř a pedagog. Roku 1626 navrhl jezuitský chrám sv. Ignáce z Loyoly v Győru. 
Ve svých dopisech se chlubil také návrhem na fasádu florentského dómu (neprovedenou) a na výzdobu grotty v paláci Pitti rodiny Medicejských, pro něž dlouhodobě pracoval, podle jeho návrhů byly například vytkány čtyři tapiserie. 
Navrhoval kostýmy a scény pro divadelní a jiné slavnosti, údajně působil v divadle také jako tenorista a herec.
Na stěnách domu Buonarottiů (Casa Buonarotti) vymaloval iluzivní žánrové výjevy do dveřních rámů, zdánlivě se jimi otevírají dveře do přírody. V témže domě maloval technikou fresky na stěny také portréty ve štukových rámech. Dále maloval fresky například v Palazzo di San Clemente ve Florencii, nebo na zámku Torregalli v Toskánsku. Válečné ohrožení vlasti roku 1642 vrátilo Baccia k projektům fortifikací, pro města Livorno, Prato, Pistoia a dalším.

### Madrid, Escorial a Buon Retiro

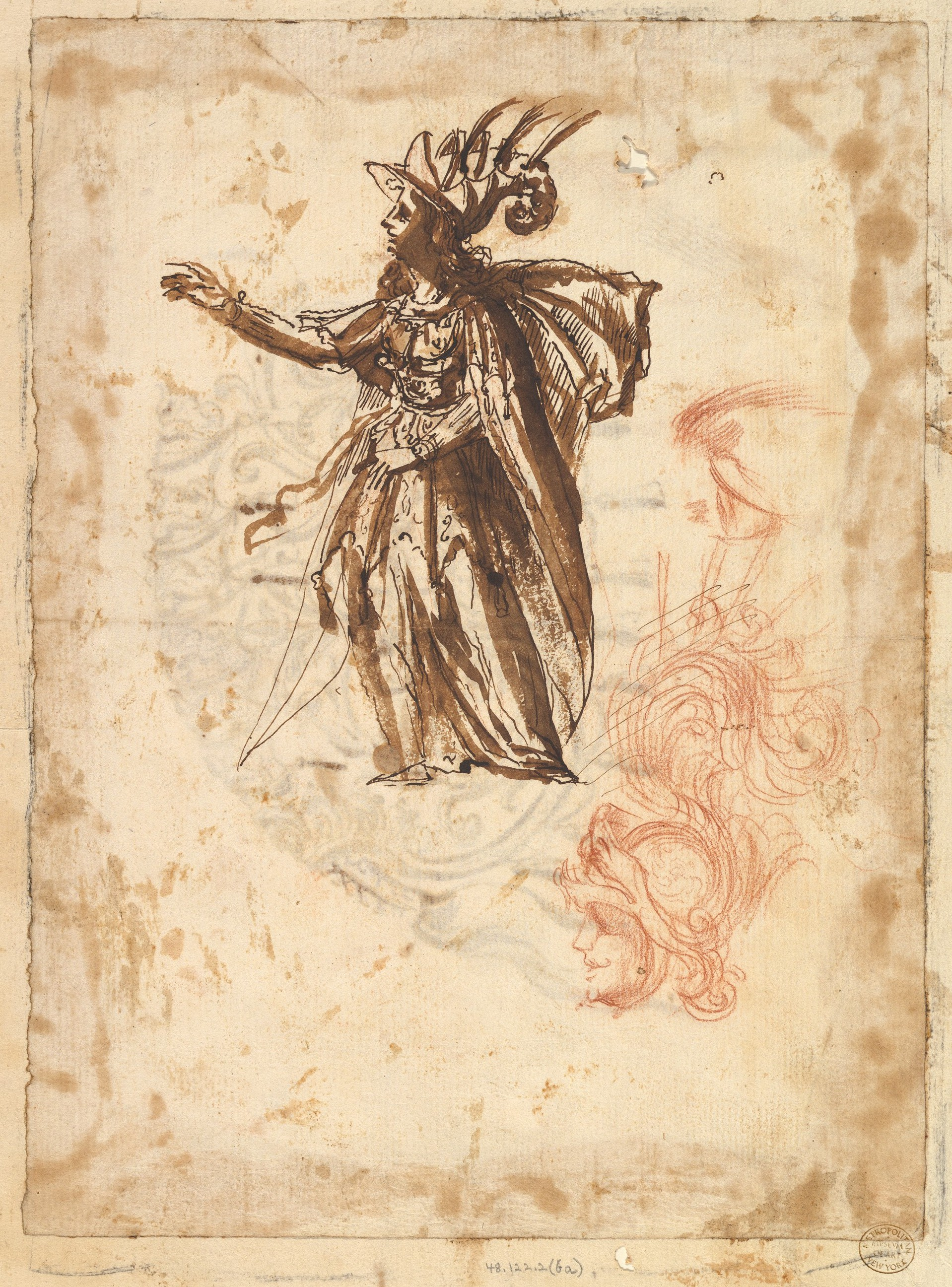
Návrh kostýmu

V roce 1651 byl poslán Ferdinandem II. Medicejským do Španělska, kde v Madridu a Escorialu pracoval pro krále Filipa IV. a jeho druhou manželku Marii Annu Habsburskou jako projektant několika zahrad toskánského typu, malíř, kreslíř a divadelní scénograf. Nejvýznamnější soubory scénických dekorací a kostýmů navrhl roku 1652 pro komedii Šelma, blesk a kámen a roku 1653 pro divadelní drama Andromeda a Perseus, obojí od Pedra Calderóna de la Barca, uváděné v divadle Colisseo při královském zámku Buen Retiro. Kromě vážného umění rád kreslil karikatury.
V roce 1657 nečekaně a náhle zemřel v Madridu.

## Odkazy

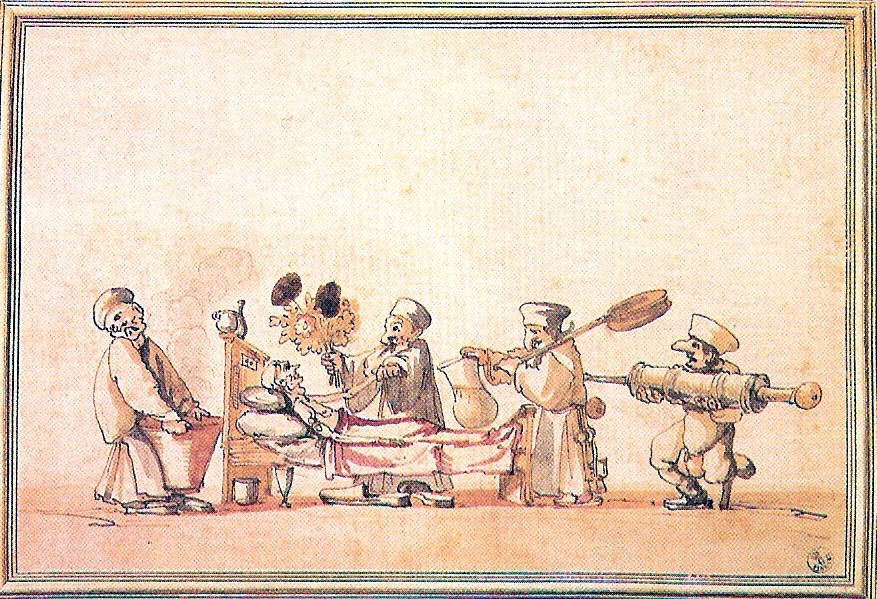
Alegorie lékařství